# Rafael Yglesias Castro
Rafael Anselmo José Yglesias Castro, también conocido como Rafael Iglesias Castro, (San José, 16 de abril de 1861 - 11 de abril de 1924) fue un político, empresario y comerciante costarricense, 16.º presidente de la República de Costa Rica de 1894 a 1902 en dos periodos presidenciales consecutivos. Es el segundo Presidente más joven de la historia de Costa Rica.
Hombre de personalidad enérgica, gobernó el país por espacio de 8 años, durante los cuales concretó muchas obras, impulsado por su afán de ilustración y progreso. En el plano económico, impulsó una importante reforma monetaria, en la cual estableció el patrón oro y permitió la creación del colón como moneda nacional (1896), lo que vino a poner una nueva base sobre la vida económica de la nación. Inició la construcción del ferrocarril al Pacífico, el cual se concretó hasta 1909. Propulsó la enseñanza y trajo del extranjero gran cantidad de maestros de obras y obreros especializados. También, impulsó la construcción y terminación del Teatro Nacional de Costa Rica, inaugurado en su primer gobierno (1897).
En el plano internacional, en sus gobiernos se firmaron el tratado Pacheco-Matus (1896), que puso fin a disputas fronterizas con Nicaragua; y el Laudo Loubet con Colombia. Fue candidato a la presidencia de la República en dos ocasiones más, luego de su segundo gobierno: 1910 y 1913, siendo derrotado en ambas.
La Asamblea Legislativa de Costa Rica le declaró Benemérito de la Patria el 16 de noviembre de 1981.

## Biografía

### Primeros años
Yglesias Castro nació en San José, el 18 de abril de 1861, sus padres fueron Demetrio Yglesias Llorente y Eudoxia Castro Fernández, hija de José Castro Madriz y de Pacífica Fernández Oreamuno, presidente de Costa Rica y primera dama, respectivamente, de 1847 a 1849 y de 1866 a 1868. Contrajo nupcias en San José el 7 de enero de 1893 con Manuela Rodríguez Alvarado, hija del presidente José Rodríguez Zeledón.
|                         |
| Familia Iglesias Castro |

|                               |
| Rafael Yglesias con su esposa |

Realizó sus estudios de primaria en la Escuela de San José, y los de secundaria en el Colegio San Luis Gonzaga de Cartago. Cursó estudios superiores en la Universidad de Santo Tomás, donde obtuvo el título de bachiller en Ciencias y Letras, luego de lo cual inició estudios de Derecho en esa misma institución, que no concluyó por problemas familiares, al tener que atender obligaciones familiares tras la muerte de su padre.
Durante muchos años se dedicó a actividades empresariales, principalmente el comercio. Viajó por varios países como Estados Unidos, México e Inglaterra, buscando información para establecer un molino en Costa Rica. En Inglaterra fundó una empresa llamada Molino Victoria Company.

### Actividad política

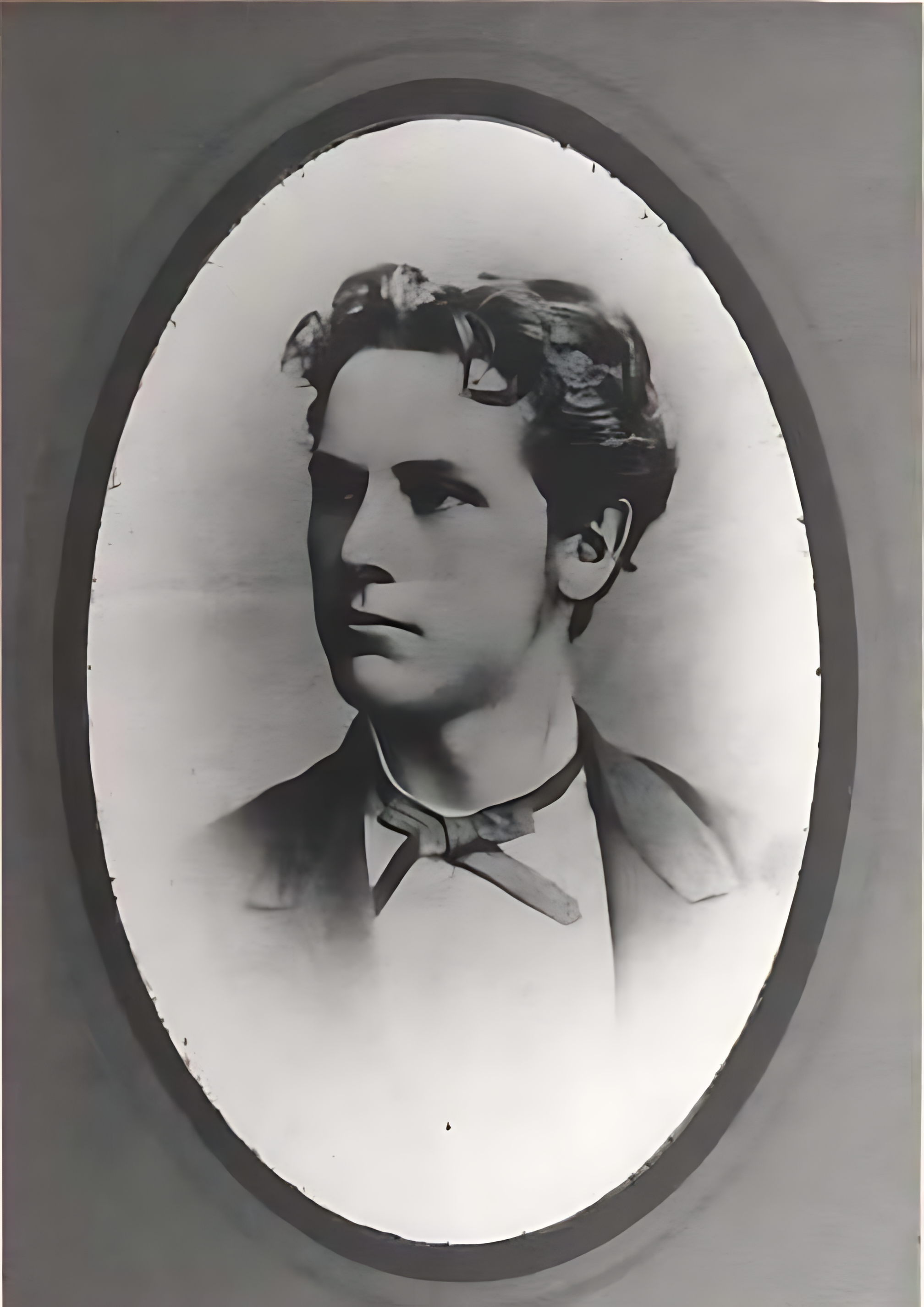
Presidente Yglesias en su juventud.

Participó en política por primera vez a la edad de 19 años, en 1880, apoyando las candidaturas de José Rodríguez Zeledón, Cruz Alvarado y Julián Volio Llorente como diputados de la oposición para la Asamblea Constituyente convocada por el presidente Tomás Guardia Gutiérrez. En 1881 fue acusado de participar en una conjura contra el general Guardia, por lo que fue encarcelado y confinado a la región de Talamanca, volviendo del exilio en 1882 al fallecer Guardia.
En 1889 fue uno de los principales activistas del Partido Constitucional que postulaba la candidatura presidencial de José Rodríguez Zeledón. En esta elección fue elegido diputado por la provincia de Alajuela, pero posteriormente fue designado Secretario de Guerra y Marina (1890-1894), con recargo de la Secretaría de Hacienda y Comercio a partir de 1893.

## Presidencia (1894-1902)
- Establecimiento del patrón oro y creación del colón en 1896 (foto de la izquierda, moneda de 20 colones de 1897 con la efigie de Cristóbal Colón).
- Inauguración del Teatro Nacional de Costa Rica (foto de la derecha), Escuela de Bellas Artes y Escuela de Medicina, Cirugía y Farmacia (1897).
- Tratado Pacheco-Matus con Nicaragua y firma de los laudos Alexander (1897-1898).
- Inicio del tranvía eléctrico en San José (1900).
- Inicio de la construcción del ferrocarril al Pacífico (1900).
- Prohibición de la religión en la política. (1895)
- Abolición de monopolios.
- Laudo Loubet con Colombia (1900)
- Saneamiento del puerto de Limón y construcción del tajamar (1900).
- Creó casas de corrección para menores.
- Introdujo en las escuelas los primeros libros de autores nacionales.
- Impulsó la atención médica en los cantones.
- Fundó el Instituto de Higiene, para investigar medicamentos y enfermedades.
- Creó la Inspección Pública y Contaduría General de Catastro de la República.
- Fundó el Monte Nacional de Piedad.
- Estableció el Parque Nacional e inauguró el Monumento Nacional de Costa Rica, en memoria de la Campaña Nacional de 1856-1857, en el año 1895.

En unos comicios muy discutidos, en los que la primera ronda favoreció al candidato de la Unión Católica José Gregorio Trejos, el Partido Civil logró la elección de Rafael Yglesias Castro como Presidente de la República para el período 1894-1898. Después de Bernardo Soto Alfaro, sería el tercer Presidente de la República más joven de la historia del país, con escasos 33 años de edad.
Su administración fue dinámica y progresista. Se inauguró el Teatro Nacional, la Escuela de Bellas Artes de Tomás Povedano y la Facultad de Medicina, Cirugía y Farmacia(1895); se implantó el patrón oro, se inició la construcción del ferrocarril al Pacífico y se efectuaron muchas otras obras de progreso. El establecimiento del patrón oro fue aprobado por el Congreso Constitucional el 24 de octubre de 1896, permitiendo acuñar monedas de oro y plata, además de la impresión de billetes y sellos de correo. Se cambió el nombre a la moneda, que pasó de llamarse peso a colón. El patrón oro entró en funcionamiento en 1900. En cuanto al ferrocarril al Pacífico, Yglesias puso todo el empeño en la obra y logró construirlo hasta Orotina, aunque su idea era llevarlo hasta el puerto de Tivives, al que consideraba más idóneo que la ciudad de Puntarenas. Instauraría la  También, durante 1900, comenzó a funcionar el tranvía eléctrico en San José. Entre otras obras pública, Yglesias mandó a sanear el puerto de Limón y construir el tajamar.

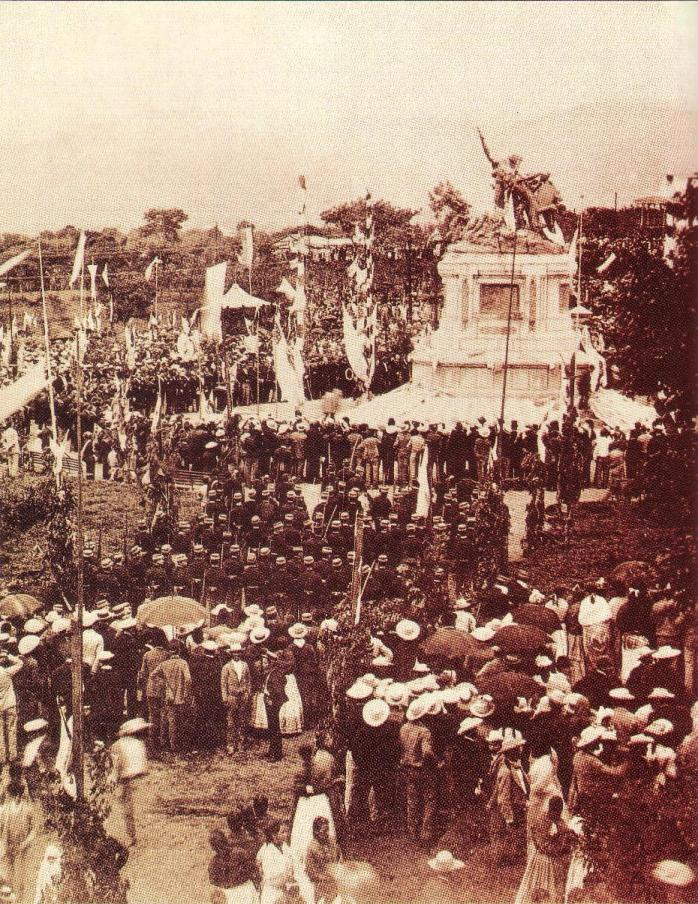
Fotografía histórica de la Inauguración del Monumento Nacional de Costa Rica el 15 de septiembre de 1895, durante el gobierno de Rafael Yglesias.

Durante su gobierno, en 1895, presentaría exitosamente una reforma a la Constitución de 1871 que prohibía el uso de la religión en la política. En términos prácticos esto significaba que en el país no podían existir partidos políticos con programas religiosos. De igual manera, sería un importante promotor de la abolición de monopolios, decretando y reglamentando durante su gobierno la abolición del monopolio del licor y del tabaco para promover la producción.
En 1896, Colombia y Costa Rica firmaron la convención Esquivel-Holguín y nombraron como árbitro al Presidente de Francia, Émile Loubet, quien emitió en 1900 el Laudo Loubet. Este laudo no contenía ninguna consideración, histórica ni jurídica que sirviera de fundamento a sus conclusiones, por lo que no satisfizo las pretensiones de ninguna de las dos partes. No fue sino hasta 1910 que Costa Rica y Panamá (que sucedió a Colombia como país limítrofe en 1903), aceptaron la frontera trazada por el Laudo Loubet en la vertiente del Pacífico, mientras que la frontera de la vertiente del Caribe no se definió sino hasta 1914 con el Laudo White.
En 1898, hubo incidentes en la frontera con Nicaragua, lo que motivó a que ambos países movilizaran sus ejércitos. La confrontación bélica no estalló debido a la mediación de Guatemala. Se acordó nombrar representantes: por Costa Rica se nombró a Ricardo Pacheco Marchena, y por Nicaragua a Manuel Coronel Matus. Se firmó el tratado Pacheco-Matus, que estableció el amojonamiento de la frontera. Para llevarlo a cabo, se aceptó la mediación de los Estados Unidos, que nombró al general Edward Porter Alexander para implementar el tratado Cañas-Jerez, que delimitaba la frontera para que pudiera ser amojonada. Alexander emitió tres laudos entre 1897-1898, conocidos como Laudos Alexander, que son los que definen topográficamente el trazado definitivo de la frontera entre ambos países y cuya vigencia se mantiene en la actualidad. Un cuarto laudo de E.P. Alexander se emitió finalmente en marzo de 1900 referente a la zona de Bahía Salinas, siendo el jefe de la Comisión de Límites por Costa Rica el ingeniero Lucas Fernández Fernández, y por Nicaragua Salvador Castrillo.
Las libertades cívicas, sin embargo, se vieron algo quebrantadas, ya que en 1897 Yglesias hizo reformar la Constitución de 1871 para poder reelegirse y no permitió que surgiera ninguna candidatura rival en las elecciones de 1898. Al finalizar su segundo periodo, se levantó en el país un gran movimiento de oposición contra el proyecto que se le atribuía de continuar en el poder, aunque el panorama político del momento hubiera permitido su reelección. Sus rivales políticos apoyaron la candidatura del general Bernardo Soto Alfaro, por lo que Yglesias, en busca de evitar tribulaciones internas del país, renunció a la posibilidad de seguir en el poder y propuso al Lic. Ascensión Esquivel Ibarra como candidato de transacción, quien finalmente ganó la elección y le sucedió.

## Intentos de Asesinato
A través de su vida Rafael Yglesias sobrevivió distintos intentos de asesinato.

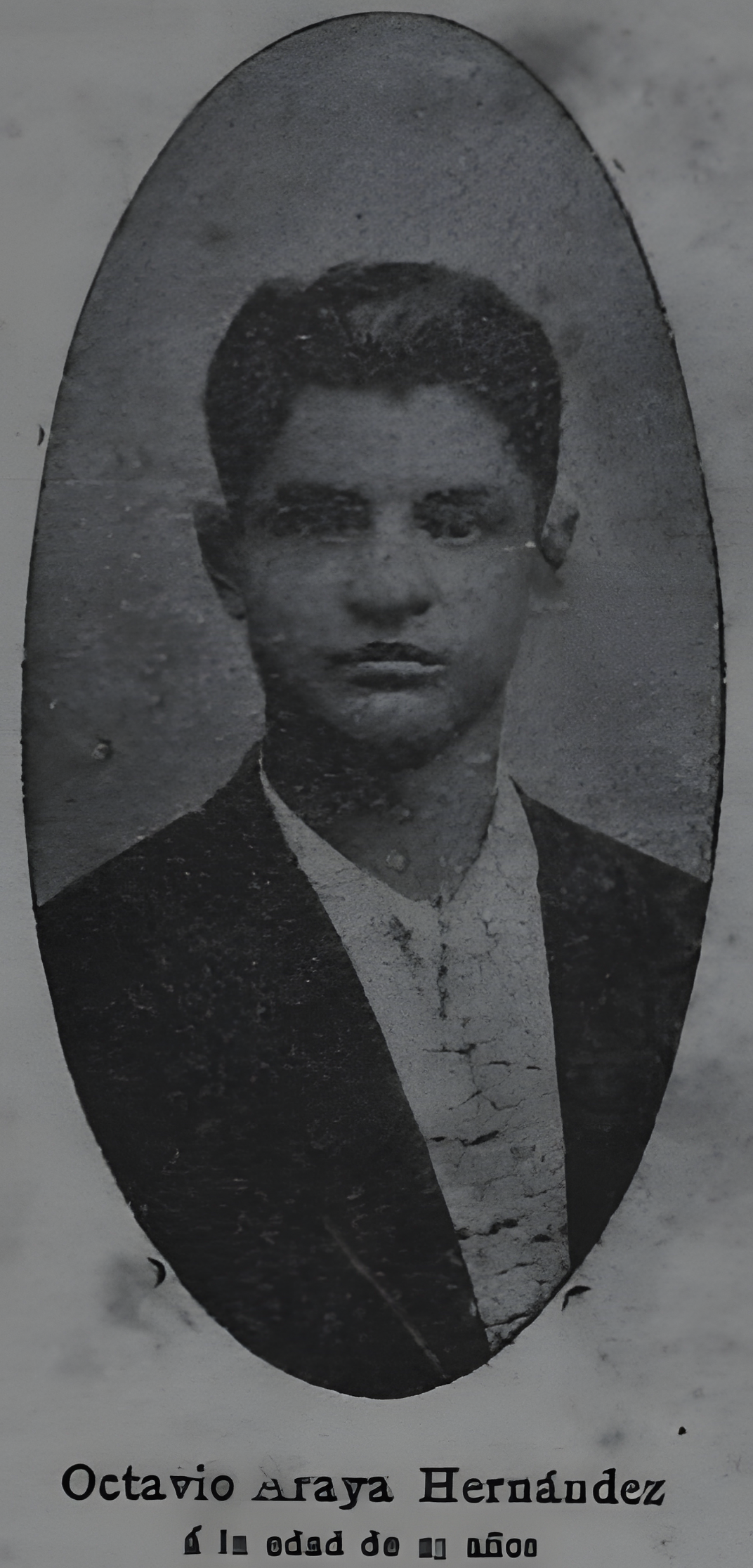
Octavio Araya, quien intentara asesinar al Presidente Yglesias.

El 15 de diciembre de 1894, cuando el presidente Yglesias retornaba de una actividad militar en La Sabana a través del Paseo Colón, fue interceptado por un hombre de nombre Nicanor Araya Corrales, quien gritara "Viva el Segundo Designado, don Carlos Durán, Presidente de la República" y disparara varios tiros hacia Yglesias, todos errados. Seguido a este evento, una vez detenido el atacante, se arrestarían 9 personas que se encontraron armadas en las cercanías y se descubriría una posible conspiración de levantamiento que pretendía asesinar al presidente, sublevar al ejército y nombrar a Félix Arcadio Montero como Presidente de la República. Este último sería juzgado como autor intelectual del plan de sedición y sería condenado a prisión, para meses después ser desterrado del país a jamás regresar.
El 8 de febrero de 1909, durante una de sus insfructíferas aspiraciones a la Presidencia, Yglesias recibió en su residencia de Los Yoses a Octavio Araya y Pedro Acuña que se dijeron eran partidarios de su campaña. Al momento de recibirlos, el presidente Yglesias extendería su mano y saludaría firmemente a Acuña En ese instante, Araya sacó rápidamente una daga de 8 pulgadas e intentó apuñalarlo en el cuello. Aunque Yglesias logró evitar una herida mortal, sufrió importantes lesiones en la cabeza y la mejilla. Él, junto con su secretario y esposa, desarmaron a los atacantes para posteriormente entregarlos a la policía. Posteriormente se descubriría que Araya habría sido apresado durante el gobierno de Yglesias y sentenciado a varios años de cárcel y 50 latigazos, pero sería indultado por el presidente, por lo que se cree pueda haber sido un intento de venganza. Asimismo, gracias a la confesión del ampón, se conocería que Acuña no conocía de las intenciones de Araya y que este último actuaría solo.

## Actividades posteriores

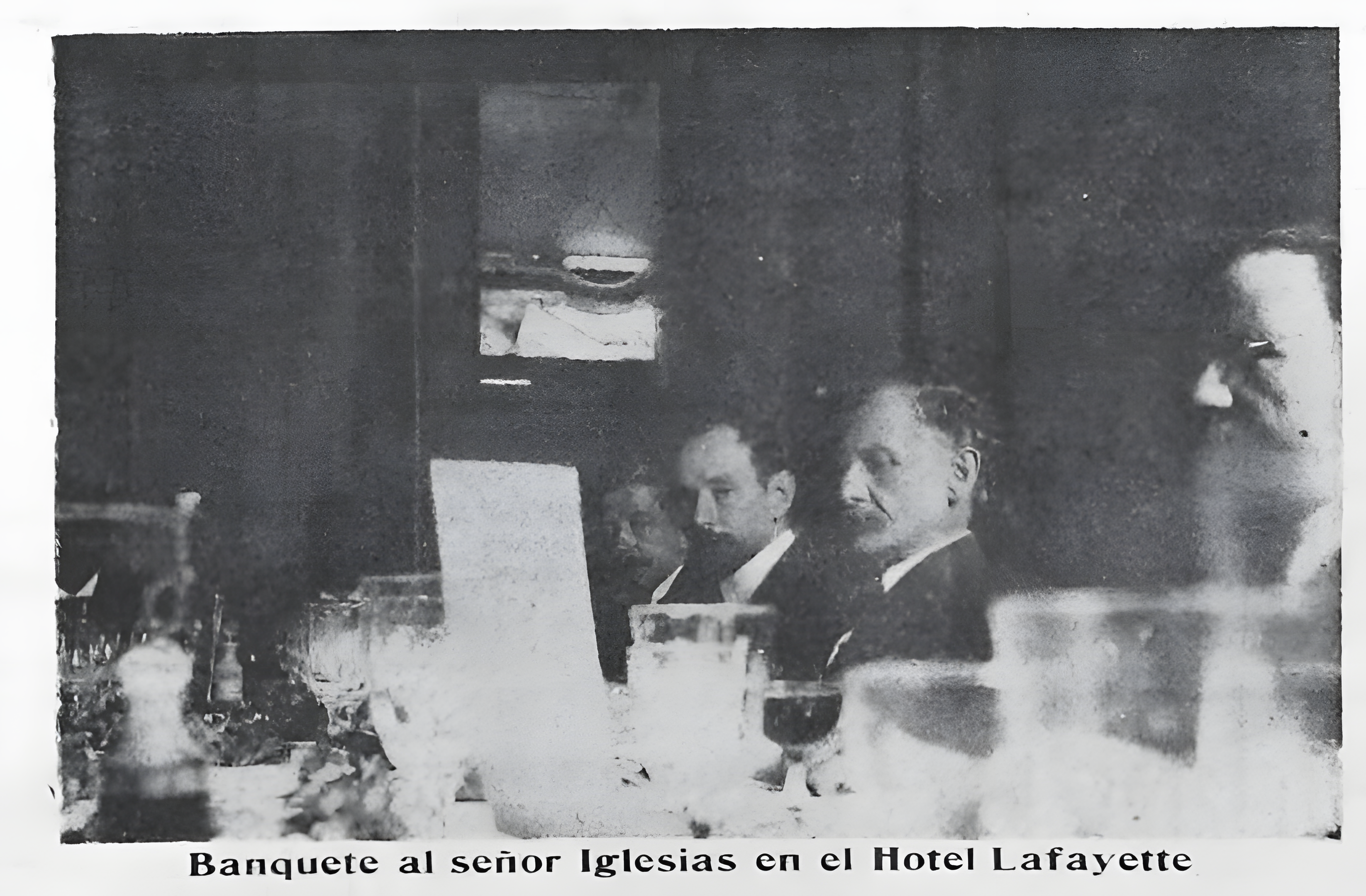
Banquete ofrecido a Yglesias durante su aspiración presidencial de 1909.

Fue candidato a la presidencia nuevamente en 1910 y 1913 . Como candidato del Partido Civil, perdió las elecciones de 1909 contra el Lic. Ricardo Jiménez Oreamuno. Volvió a intentarlo en 1913, perdiendo unas elecciones muy controversiales en las que fue elegido Alfredo González Flores. Durante la administración de Julio Acosta García, desempeñó el cargo de administrador del ferrocarril al Pacífico. Posteriormente, se dedicó a sus actividades empresariales, principalmente la explotación de madera, sobre todo luego del auge de construcción que ocasionó el terremoto de Costa Rica de 1910. Tuvo un aserradero, ganado y almácigos de cedro en su finca El Coyolar, de 20 000 ha de superficie.

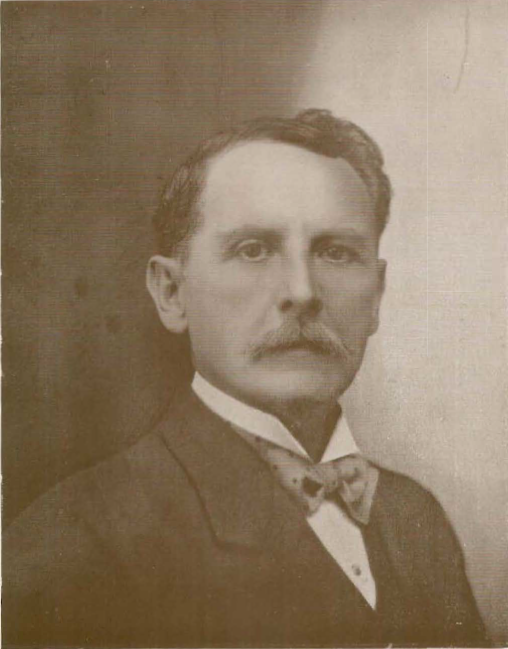
Rafael Yglesias en su vejez.

En 1917 formó parte de la comisión redactora del proyecto que sirvió de base para la Constitución emitida ese año, y en 1919 fue ministro plenipotenciario de Costa Rica en Guatemala. Luego del golpe de Estado que llevó al poder al general Federico Tinoco Granados, Rafael Yglesias se dedicó a representar al derrocado presidente Alfredo González Flores en varias misiones internacionales. Tras la caída de la dictadura, decidió alejarse de la política nacional, rechazando las postulaciones presidenciales que se le ofrecieron en 1919 y 1924. Sería nombrado miembro correspondiente de la Real Academia Española. Durante la administración de Julio Acosta García, hasta su muerte, estaría a cargo de la administración de Ferrocarril al Pacífico.

## Honores y Homenajes
Honores y Condecoraciones

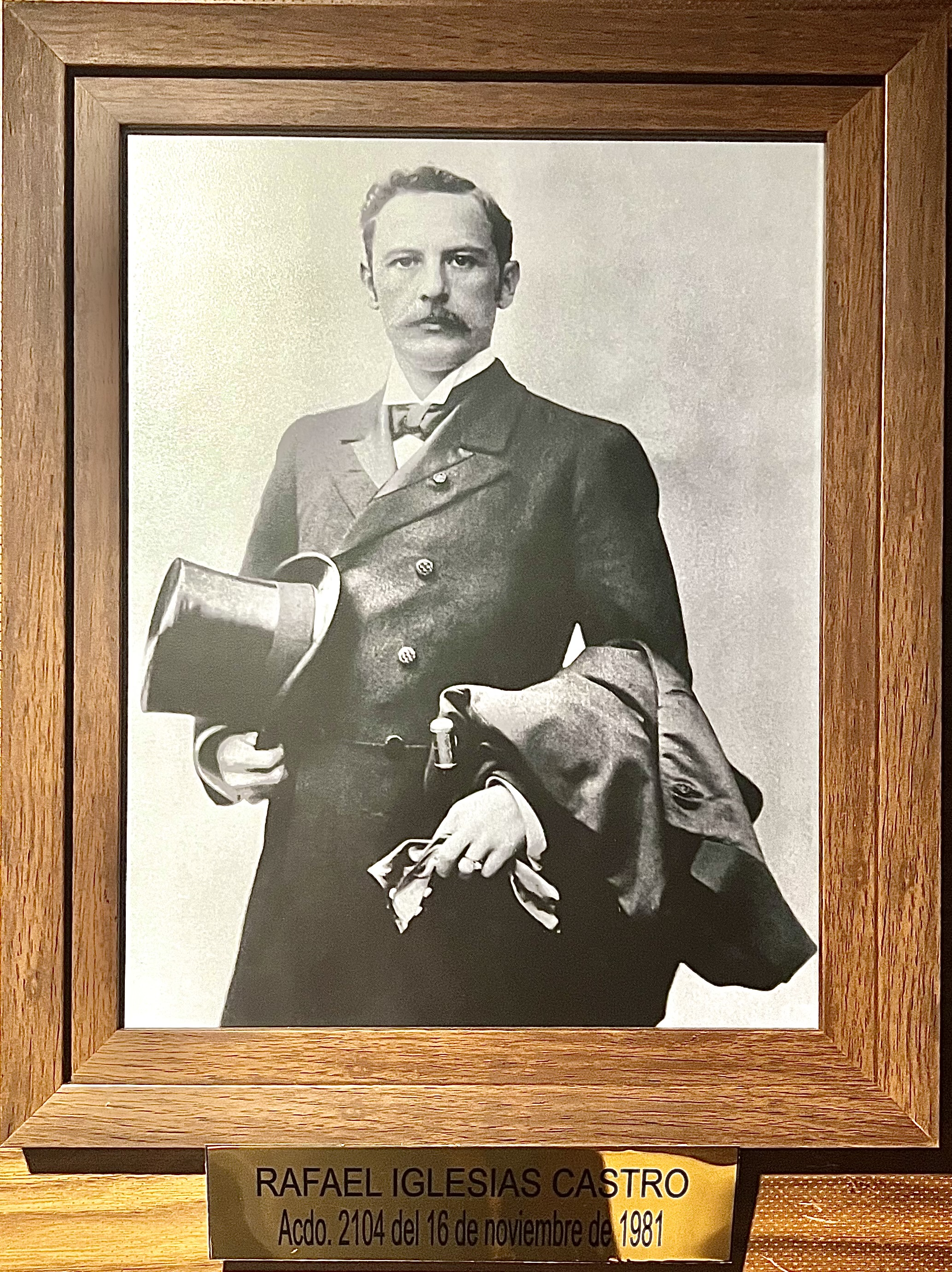
Retrato de Rafael Yglesias Castro en el Salón de Beneméritos de la Patria de la Asamblea Legislativa

- Comendador de la Legión de Honor de Francia,1898.[27]
- Gran Cruz del Mérito Militar de España.[10][28]
- Comendador de la Orden del Busto del Liberador de Venezuela.[10]
- Comendador de la Orden del Santo Sepulcro de Jerusalén del Vaticano.[10]
- Orden del Mérito Militar de Cuba.[10]
- Benemérito de la Patria de Costa Rica,1981.[29]

Homenajes
En 1972 se inauguró el puente Rafael Iglesias Castro, que lleva su nombre.
El billete de 5 colones de 1968-1992, lleva su retrato.
Ha sido protagonista de distintas emisiones postales.
|                      |
| Billete de 5 colones |

|                         |
| Estampilla postal, 1947 |

## Ancestros hasta los tatarabuelos
|  |                                                           |  |  |  |  |  |  |  |  |  |  |  |  |  |  |  |
|  | 16.Salvatore Curti Rezzonico                              |  |  |  |  |  |  |  |  |  |  |  |  |  |  |  |
|  |                                                           |  |  |  |  |  |  |  |  |  |  |  |  |  |  |  |
|  |                                                           |  |  |  |  |  |  |  |  |  |  |  |  |  |  |  |
|  | 8.Stefano Curti Rocca (1751-1825)                         |  |  |  |  |  |  |  |  |  |  |  |  |  |  |  |
|  |                                                           |  |  |  |  |  |  |  |  |  |  |  |  |  |  |  |
|  |                                                           |  |  |  |  |  |  |  |  |  |  |  |  |  |  |  |
|  | 17.Margherita Rocca (-1825)                               |  |  |  |  |  |  |  |  |  |  |  |  |  |  |  |
|  |                                                           |  |  |  |  |  |  |  |  |  |  |  |  |  |  |  |
|  |                                                           |  |  |  |  |  |  |  |  |  |  |  |  |  |  |  |
|  | 4.Joaquín Nicolás Iglesias Vidamartel (1794-1840)         |  |  |  |  |  |  |  |  |  |  |  |  |  |  |  |
|  |                                                           |  |  |  |  |  |  |  |  |  |  |  |  |  |  |  |
|  |                                                           |  |  |  |  |  |  |  |  |  |  |  |  |  |  |  |
|  | 18. Ignacio Iglesias Sotomayor                            |  |  |  |  |  |  |  |  |  |  |  |  |  |  |  |
|  |                                                           |  |  |  |  |  |  |  |  |  |  |  |  |  |  |  |
|  |                                                           |  |  |  |  |  |  |  |  |  |  |  |  |  |  |  |
|  | 9.Juana María Iglesias Vidamarel (1748)                   |  |  |  |  |  |  |  |  |  |  |  |  |  |  |  |
|  |                                                           |  |  |  |  |  |  |  |  |  |  |  |  |  |  |  |
|  |                                                           |  |  |  |  |  |  |  |  |  |  |  |  |  |  |  |
|  | 19.Juana Nicolasa Vitamartel Quirós                       |  |  |  |  |  |  |  |  |  |  |  |  |  |  |  |
|  |                                                           |  |  |  |  |  |  |  |  |  |  |  |  |  |  |  |
|  |                                                           |  |  |  |  |  |  |  |  |  |  |  |  |  |  |  |
|  | 2.Demetrio Iglesias Llorente (1823-1913)                  |  |  |  |  |  |  |  |  |  |  |  |  |  |  |  |
|  |                                                           |  |  |  |  |  |  |  |  |  |  |  |  |  |  |  |
|  |                                                           |  |  |  |  |  |  |  |  |  |  |  |  |  |  |  |
|  | 20.Manuel Llorente Uruñela (1731-1803)                    |  |  |  |  |  |  |  |  |  |  |  |  |  |  |  |
|  |                                                           |  |  |  |  |  |  |  |  |  |  |  |  |  |  |  |
|  |                                                           |  |  |  |  |  |  |  |  |  |  |  |  |  |  |  |
|  | 10 .Ignacio Miguel Llorente Alcedo (1766-1801)            |  |  |  |  |  |  |  |  |  |  |  |  |  |  |  |
|  |                                                           |  |  |  |  |  |  |  |  |  |  |  |  |  |  |  |
|  |                                                           |  |  |  |  |  |  |  |  |  |  |  |  |  |  |  |
|  | 21.Petronila Arcedo Ybeas (1744)                          |  |  |  |  |  |  |  |  |  |  |  |  |  |  |  |
|  |                                                           |  |  |  |  |  |  |  |  |  |  |  |  |  |  |  |
|  |                                                           |  |  |  |  |  |  |  |  |  |  |  |  |  |  |  |
|  | 5.Petronila Micaela Llorente y Lafuente (1793-1832)       |  |  |  |  |  |  |  |  |  |  |  |  |  |  |  |
|  |                                                           |  |  |  |  |  |  |  |  |  |  |  |  |  |  |  |
|  |                                                           |  |  |  |  |  |  |  |  |  |  |  |  |  |  |  |
|  | 22.Antonio de la Fuente Meldaña (1738-1807)               |  |  |  |  |  |  |  |  |  |  |  |  |  |  |  |
|  |                                                           |  |  |  |  |  |  |  |  |  |  |  |  |  |  |  |
|  |                                                           |  |  |  |  |  |  |  |  |  |  |  |  |  |  |  |
|  | 11.María Feliciana Ignacio de Lafuente (1766-1842)        |  |  |  |  |  |  |  |  |  |  |  |  |  |  |  |
|  |                                                           |  |  |  |  |  |  |  |  |  |  |  |  |  |  |  |
|  |                                                           |  |  |  |  |  |  |  |  |  |  |  |  |  |  |  |
|  | 23.María Francisca Alvarado Baeza (1747-1815              |  |  |  |  |  |  |  |  |  |  |  |  |  |  |  |
|  |                                                           |  |  |  |  |  |  |  |  |  |  |  |  |  |  |  |
|  |                                                           |  |  |  |  |  |  |  |  |  |  |  |  |  |  |  |
|  | 1.Rafael Anselmo José Iglesias Castro                     |  |  |  |  |  |  |  |  |  |  |  |  |  |  |  |
|  |                                                           |  |  |  |  |  |  |  |  |  |  |  |  |  |  |  |
|  |                                                           |  |  |  |  |  |  |  |  |  |  |  |  |  |  |  |
|  | 24.José Francisco Castro Alvarado (1767-1808)             |  |  |  |  |  |  |  |  |  |  |  |  |  |  |  |
|  |                                                           |  |  |  |  |  |  |  |  |  |  |  |  |  |  |  |
|  |                                                           |  |  |  |  |  |  |  |  |  |  |  |  |  |  |  |
|  | 12.José Ramón Castro Ramírez (1795-1867)                  |  |  |  |  |  |  |  |  |  |  |  |  |  |  |  |
|  |                                                           |  |  |  |  |  |  |  |  |  |  |  |  |  |  |  |
|  |                                                           |  |  |  |  |  |  |  |  |  |  |  |  |  |  |  |
|  | 25.María de la Trinidad Ramírez Ulloa (1775)              |  |  |  |  |  |  |  |  |  |  |  |  |  |  |  |
|  |                                                           |  |  |  |  |  |  |  |  |  |  |  |  |  |  |  |
|  |                                                           |  |  |  |  |  |  |  |  |  |  |  |  |  |  |  |
|  | 6.José María Castro Madriz (1818-1892)                    |  |  |  |  |  |  |  |  |  |  |  |  |  |  |  |
|  |                                                           |  |  |  |  |  |  |  |  |  |  |  |  |  |  |  |
|  |                                                           |  |  |  |  |  |  |  |  |  |  |  |  |  |  |  |
|  | 26.José Francisco Madriz Linares (1748-1828)              |  |  |  |  |  |  |  |  |  |  |  |  |  |  |  |
|  |                                                           |  |  |  |  |  |  |  |  |  |  |  |  |  |  |  |
|  |                                                           |  |  |  |  |  |  |  |  |  |  |  |  |  |  |  |
|  | 13.María Lorenza Madriz Cervantes (1779-1870)             |  |  |  |  |  |  |  |  |  |  |  |  |  |  |  |
|  |                                                           |  |  |  |  |  |  |  |  |  |  |  |  |  |  |  |
|  |                                                           |  |  |  |  |  |  |  |  |  |  |  |  |  |  |  |
|  | 27.María Candelaria Cervantes Ramírez (1754-1821)         |  |  |  |  |  |  |  |  |  |  |  |  |  |  |  |
|  |                                                           |  |  |  |  |  |  |  |  |  |  |  |  |  |  |  |
|  |                                                           |  |  |  |  |  |  |  |  |  |  |  |  |  |  |  |
|  | 3.Eudocia Castro Fernández (1844-1938)                    |  |  |  |  |  |  |  |  |  |  |  |  |  |  |  |
|  |                                                           |  |  |  |  |  |  |  |  |  |  |  |  |  |  |  |
|  |                                                           |  |  |  |  |  |  |  |  |  |  |  |  |  |  |  |
|  | 28.Feliz Josué Fernández Tenorio (1767-1834)              |  |  |  |  |  |  |  |  |  |  |  |  |  |  |  |
|  |                                                           |  |  |  |  |  |  |  |  |  |  |  |  |  |  |  |
|  |                                                           |  |  |  |  |  |  |  |  |  |  |  |  |  |  |  |
|  | 14.Manuel José Fernández Chacón (1786-1841)               |  |  |  |  |  |  |  |  |  |  |  |  |  |  |  |
|  |                                                           |  |  |  |  |  |  |  |  |  |  |  |  |  |  |  |
|  |                                                           |  |  |  |  |  |  |  |  |  |  |  |  |  |  |  |
|  | 29.Josefa Petronila Chacón Aguilar (1767-1805)            |  |  |  |  |  |  |  |  |  |  |  |  |  |  |  |
|  |                                                           |  |  |  |  |  |  |  |  |  |  |  |  |  |  |  |
|  |                                                           |  |  |  |  |  |  |  |  |  |  |  |  |  |  |  |
|  | 7.Pacífica Fernández Oreamuno (1828-1885)                 |  |  |  |  |  |  |  |  |  |  |  |  |  |  |  |
|  |                                                           |  |  |  |  |  |  |  |  |  |  |  |  |  |  |  |
|  |                                                           |  |  |  |  |  |  |  |  |  |  |  |  |  |  |  |
|  | 30. José Gregorio de Oreamuno y Alvarado (1756-1832)      |  |  |  |  |  |  |  |  |  |  |  |  |  |  |  |
|  |                                                           |  |  |  |  |  |  |  |  |  |  |  |  |  |  |  |
|  |                                                           |  |  |  |  |  |  |  |  |  |  |  |  |  |  |  |
|  | 15.Dolores Gertrudis Oreamuno Muñoz (1803-1860)           |  |  |  |  |  |  |  |  |  |  |  |  |  |  |  |
|  |                                                           |  |  |  |  |  |  |  |  |  |  |  |  |  |  |  |
|  |                                                           |  |  |  |  |  |  |  |  |  |  |  |  |  |  |  |
|  | 31. Juana Josefa Muñoz de la Trinidad y Gómez (1765-1839) |  |  |  |  |  |  |  |  |  |  |  |  |  |  |  |
|  |                                                           |  |  |  |  |  |  |  |  |  |  |  |  |  |  |  |
|  |                                                           |  |  |  |  |  |  |  |  |  |  |  |  |  |  |  |

## Fallecimiento
Falleció en San José, el 11 de abril de 1924 a los 62 años de edad, producto de una afección cardíaca.